# Sandviks Långtjärn
Sandviks Långtjärn är en sjö i Ljusdals kommun i Hälsingland och ingår i Ljusnans huvudavrinningsområde. Sjön har en area på 0,216 kvadratkilometer och ligger 228,9 meter över havet.

## Delavrinningsområde
Sandviks Långtjärn ingår i det delavrinningsområde (687409-151661) som SMHI kallar för Utloppet av Sandviks-Långtjärnen. Medelhöjden är 313 meter över havet och ytan är 2,46 kvadratkilometer. Det finns inga avrinningsområden uppströms utan avrinningsområdet är högsta punkten. Vattendraget som avvattnar avrinningsområdet har biflödesordning 4, vilket innebär att vattnet flödar genom totalt 4 vattendrag innan det når havet efter 157 kilometer. Avrinningsområdet består mestadels av skog (91 procent). Avrinningsområdet har 0,22 kvadratkilometer vattenytor vilket ger det en sjöprocent på 8,9 procent.